# Ljusnans kontrakt
Ljusnans kontrakt, före 1916 benämnt Hälsinglands västra övre kontrakt var ett kontrakt i Uppsala stift inom Svenska kyrkan. Kontraktet upphörde 31 december 2004 och dess församlingar uppgick i Hälsinglands norra kontrakt.
Kontraktskoden var 0115.

## Administrativ historik
Kontraktet omfattade
- Järvsö församling
- Ljusdals församling som 2002 uppgick i Ljusdal-Ramsjö församling
- Ramsjö församling som 2002 uppgick i Ljusdal-Ramsjö församling
- Färila församling
- Kårböle församling bildad 1923
- Los församling som 2002 uppgick i Los-Hamra församling
- Hamra församling som 2002 uppgick i Los-Hamra församling